# NGC 5221
NGC 5221 је спирална галаксија у сазвежђу Девица која се налази на NGC листи објеката дубоког неба.
Деклинација објекта је + 13° 49' 57" а ректасцензија 13h 34m 56,2s. Привидна величина (магнитуда) објекта NGC 5221 износи 13,4 а фотографска магнитуда 14,2. Налази се на удаљености од 94,443 милиона парсека од Сунца. NGC 5221 је још познат и под ознакама UGC 8559, MCG 2-35-6, CGCG 73-40, ARP 288, 8ZW 325, VV 315, PGC 47869.